# Klooster van Osios Loukas
Het Klooster van Osios (of Hosios) Loukas (Grieks: Ὅσιος Λουκᾶς) wordt vaak, in architectonisch opzicht, gezien als een van de mooiste Byzantijnse bouwwerken van Griekenland. Het klooster bevindt zich in de deelgemeente (dimotiki enotita) Distomo van de fusiegemeente Distomo-Arachova-Antikyra in de Griekse bestuurlijke regio (periferia) Centraal-Griekenland, een tiental km zuidoostwaarts van de hoofdweg Livadiá - Ámfissa, op de westelijke helling van de berg Helicon (Elikónas), met een goed uitzicht over een groene vallei (waar volgens de legende Oedipus per ongeluk zijn vader Laios doodde).

## Geschiedenis
"De Gelukzalige" Loukas (Grieks Osios Loukás) aan wie het klooster is toegewijd, werd in 896 geboren in Kastrí, het huidige Delphi. Na een avontuurlijk leven belandde hij uiteindelijk rond 940 in de buurt van het tegenwoordige dorp Stiri (van daar zijn bijnaam Stiriotis), waar hij tot bezinning kwam, een ascetisch kluizenaarsleven ging leiden zich een reputatie van wonderbare genezer verwierf. Hij ontdekte er een (nog steeds actieve) bron, waarvan het water geneeskrachtige werking zou bezitten. Geleidelijk sloot zich een schare vrome jongelieden uit de streek bij hem aan, die de idealen van het Byzantijnse monnikenleven wilden realiseren. Zij bouwden samen een eerste, nu verdwenen kapel, toegewijd aan de Heilige Barbara.
Door zijn voorspelling dat keizer Romanus het eiland Kreta op de Saracenen zou heroveren, trok hij de aandacht van het keizerlijke hof. Het was niet de toenmalige keizer, maar Romanus II die Kreta heroverde. Toen hij in 953 stierf, waren de eerste kloostercellen al gebouwd, evenals de eerste kleine kapel, waar zijn volgelingen hem begroeven. Keizer Romanus Lecapenus was de eerste die boven de eenvoudige begraafplaats van de Gelukzalige Loukas een prachtige kloosterkerk begon te bouwen. Later kon keizer Basilius de Bulgarendoder dit werk voltooien, overeenkomstig de wens van zijn moeder, keizerin Theophano. Kunstenaars uit Constantinopel kregen opdracht het fraaie bouwwerk van ornamentele mozaïeken en fresco's te voorzien.
Het klooster dankte zijn rijkdom aan de relieken van Osios Loukas. Men geloofde dat je zou kunnen genezen door naast zijn overblijfselen te slapen en men wilde daarvoor flink betalen.

## Gebouwen
Het kloostercomplex bevat de volgende gebouwen:
- De Mariakerk (de Theotokos): de eerstgebouwde kerk. Er werd gebouwd op bevel van Romanus II, de toenmalige keizer van het Byzantijnse Rijk die wel tevreden was met de overwinning op de Saracenen.

- Het Katholikon, gewijd aan Hosios Loukas: dit was de bekendste kerk van het complex. Hij werd ongeveer honderd jaar na de Mariakerk gebouwd. De koepel was oorspronkelijk bedekt met een mozaïek die verschillende fasen uit het leven van Jezus toonde. Nadat dit was vernietigd werd het vervangen door een fresco die hetzelfde uitbeeldde.

- Het refectorium, oftewel de eetzaal: Het werd tegelijk met de Grafkerk gebouwd en wordt nu als beeldhouwmuseum gebruikt. In de Tweede Wereldoorlog werd het bijna met de grond gelijk gemaakt en is daarna volledig heropgebouwd.

- De crypte van Sint Barbera, onder de Katholikon. Dit is de plaats waar Osios Loukas begraven zou liggen. Ongeveer tien eeuwen lang heeft een olielamp onafgebroken gebrand boven zijn graf, maar aangezien dit de bovenhangende fresco's beschadigde, is deze weggehaald. Lange tijd is gedacht dat dit de oorspronkelijke kapel was die Osios Loukas zelf bouwde. Dit bleek niet het geval, onder andere omdat hij de dikke muren om de katholikon te dragen al had vanaf zijn bouw. Het was dus niet later versterkt toen bleek dat er een kerk bovenop kwam.

- De klokkentoren: Bij de ingang staat een klokkentoren. Vroeger stonden er meer torens. Het klooster was vroeger een vesting met een waterbron, een groot reservoir voor regenwater, een dikke muur en drie verdedigingstorens. Dit alles om de rijkdommen van het klooster te beschermen.

Akropolis van Athene · Oude stad Corfu · Historisch centrum met klooster van de Heilige Johannes "de Theoloog" en grot van de Apocalyps op het eiland Patmós · Tempel van Apollon Epikourios · Athos · Delos · Delphi · Heiligdom van Asklepios in Epidaurus · Vroeg-christelijke en byzantijnse monumenten in Thessaloniki · Kloosters van Dafni, Osios Loukas en Nea Moni · Meteora · Middeleeuwse stad Rhodos · Archeologisch Mycene en Tiryns · Archeologisch Mystras · Archeologisch Olympia · Pythagoreion en Heraion van Samos · Archeologische site van Aigai · Archeologische site van Philippi
- Bibliothèque nationale de France: cb12360957n (data)
- Library of Congress Control Number: n87904498
- Nationale Bibliotheek van Israël: 987007576682005171
- Virtual International Authority File: 3591147872002775170006